# Christian Nwachukwu
Christian Nwachukwu (Abeokuta, 27 dicembre 2005) è un calciatore nigeriano, attaccante dello Sheffield Utd.

## Carriera
Nwachukwu ha iniziato a giocare a calcio in Nigeria nel G12, per poi passare ai russi del Vista nel 2022. Nel febbraio del 2024 è stato acquistato dal Botev Plovdiv, club della prima divisione bulgara, con cui ha debuttato il 31 marzo seguente nell'incontro di Părva profesionalna futbolna liga pareggiato 0-0 contro il Černo More Varna. Ha segnato il suo primo gol il 23 maggio, contro il CSKA 1948 Sofia. Conclude la stagione 2023-2024 con la vittoria della Coppa di Bulgaria. Nella stagione 2024-2025 esordisce nelle competizioni UEFA per club, giocando alcune partite nei turni preliminari di Europa League e nei turni preliminari di Conference League.
Il 3 febbraio 2025 è stato acquistato a titolo definitivo dallo Sheffield Utd.

## Statistiche

### Presenze e reti nei club
Statistiche aggiornate al 10 dicembre 2024.
| Stagione             | Squadra              | Campionato           | Campionato | Campionato | Coppe nazionali | Coppe nazionali | Coppe nazionali | Coppe continentali | Coppe continentali | Coppe continentali | Altre coppe | Altre coppe | Altre coppe | Totale | Totale |
| Stagione             | Squadra              | Comp                 | Pres       | Reti       | Comp            | Pres            | Reti            | Comp               | Pres               | Reti               | Comp        | Pres        | Reti        | Pres   | Reti   |
| -------------------- | -------------------- | -------------------- | ---------- | ---------- | --------------- | --------------- | --------------- | ------------------ | ------------------ | ------------------ | ----------- | ----------- | ----------- | ------ | ------ |
| gen.-giu. 2024       | Botev Plovdiv        | 1L                   | 8          | 1          | CB              | 0               | 0               | -                  | -                  | -                  | -           | -           | -           | 8      | 1      |
| 2024-gen. 2025       | Botev Plovdiv        | 1L                   | 18         | 3          | CB              | 1               | 0               | UEL+UECL           | 4+2                | 1+0                | -           | -           | -           | 19     | 4      |
| Totale Botev Plovdiv | Totale Botev Plovdiv | Totale Botev Plovdiv | 26         | 4          |                 | 1               | 0               |                    | 6                  | 1                  |             | -           | -           | 33     | 5      |
| gen.-giu. 2025       | Sheffield Utd        | FLC                  | 0          | 0          | FACup+CdL       | 0               | 0               | -                  | -                  | -                  | -           | -           | -           | 0      | 0      |
| Totale carriera      | Totale carriera      | Totale carriera      | 26         | 4          |                 | 1               | 0               |                    | 6                  | 1                  |             | -           | -           | 33     | 5      |

## Palmarès

### Club

#### Competizioni nazionali
- Coppa di Bulgaria: 1

Botev Plovdiv: 2023-2024